# 3255 Tholen
3255 Tholen este un asteroid din centura principală, descoperit pe 2 septembrie 1980 de Edward Bowell.